# 수네트라 사커
수네트라 사커(Sunetra Sarker, 1973년 6월 25일 ~ )는 잉글랜드의 배우이다.